# 47

## Події
- Апостол Варнава засновує Кіпрську православну церкву
- Засновано Форум Адріана (на території сучасних Нідерландів)
- Війна Риму з германським племенем Хавки.
- На території сучасних Нідерландів викопаний канал Корбулона.

## Померли
- Вардан I
- Гай Саллюстій Крисп Пассієн
- Децим Валерій Азіатік
- Квінт Санквіній Максим
- Корнелій Луп
- Марк Ліциній Красс Фругі (консул 27 року)
- Поппея Сабіна Старша
- Сервій Азіній Целер
- Скрибонія Магна